# هنری دمیل
هنری دمیل (انگلیسی: Henry Dafel; ۸ ژانویهٔ ۱۸۸۹ – ۲۱ اوت ۱۹۴۷) ورزشکار دو و میدانی، و ورزشکار اهل آفریقای جنوبی بود.